# Glacier Rosenberg
Le glacier Rosenberg est un glacier situé en Antarctique, s'épanchant vers l'ouest sur les pentes de la chaîne Ames, entre le mont Kosciusko et le mont Boennighausen, dans la Terre Marie Byrd.
Il a été cartographié par l'USGS à partir de relevés de terrain et de photos aériennes de l'US Navy en 1959-1965. Il a été nommé par l'US-ACAN d'après Theodore J. Rosenberg, le physicien ionosphérique à Siple Station, en 1970-1971.